# Fantometka (postać)
Fantometka (oryg. Fantômette) – bohaterka literacka, stworzona przez francuskiego pisarza Georges’a Chaulet'a (1931–2012) w 1961. Książki o Fantometce wydawane były w latach 1961–2011 przez wydawnictwo Hachette w kolekcji Bibliothèque Rose. Fantometka była pierwszą superbohaterką w literaturze francuskiej.

## Opis postaci literackiej
Françoise Dupont, zwana przez przyjaciół Frankie, jest dwunastoletnią dziewczyną, mieszkającą w miasteczku Framboisy. Frankie jest z pozoru pilną uczennicą, ale w tajemnicy przed rodziną, gdy dzieje się coś złego w okolicy, przebiera się za superbohaterkę imieniem Fantometka. Jej pomocnikami są dwaj mieszkańcy domu: Sokół (oryg. Ficelle), niezbyt bystry blondyn, i Boulotte, niska, gruba brunetka. Żadne nie jest świadome prawdziwej tożsamości bohaterki. Gdy Frankie wciela się w Fantometkę, zakłada czarną maskę zasłaniającą twarz, żółty trykot, czerwone buty, czarne rajstopy i czarną pelerynę spiętą metalowym emblematem w kształcie litery „F”. Emblemat ten może służyć również jako wielofunkcyjny przyrząd, zawierający m.in. scyzoryk i linkę, którym bohaterka posługuje się w starciu z wrogami. Fantometka porusza się na motocyklu. Jej głównym wrogiem jest Srebrna Maska, szef przestępców noszący srebrną maskę na twarzy. Podobnie jak w przypadku Fantometki, nikt nie zna jego tożsamości.

## Komiks
Na podstawie powieści Georges’a Chaulet'a wydana została w latach 1982–1984 seria komiksów o Fantometce autorstwa François Craenhals'a, wydana również przez Hachette.

## Seriale animowane
W 1993 powstał we Francji pierwszy serial o Fantometce, liczący 21 odcinków po 24 minuty. Nie został on jak dotąd wyemitowany w Polsce. W 1999 wyprodukowany został drugi serial Fantometka, nadawany w latach 2000–2001 i liczący 26 odcinków, trwających po 25 minut. Został on wemitowany także w Polsce na kanale Minimax. W rolę głównej bohaterki w polskim dubbingu wcieliła się Elżbieta Jędrzejewska. Fabuła w tym serialu zasadniczo różni się od literackiej wersji. Frankie ma tu 14 lat, jest córką zaginionych w Egipcie archeologów Hélène i Guillaume’a. Mieszka w rodzinie zastępczej u pani Charpentier, matki Sokoła i Boulotte, którzy w powieściach nie byli ze sobą spokrewnieni. Miejscem akcji została metropolia Furtive, zastępująca miasteczko Framboisy.

## Lista powieści
Przez pół wieku powstały 53 powieści o Fantometce, napisane przez Georges’a Chaulet'a:
- Les Exploits de Fantômette (1961)
- Fantômette contre le hibou (1962)
- Fantômette contre le géant (1963)
- Fantômette au carnaval (1963)
- Fantômette et l'Île de la sorcière (1964)
- Fantômette contre Fantômette (1964)
- Pas de vacances pour Fantômette (1965)
- Fantômette et la Télévision (1966)
- Opération Fantômette (1966)
- Les Sept Fantômettes (1967)
- Fantômette et la Dent du Diable (1967)
- Fantômette et son prince (1968)
- Fantômette et le Brigand (1968)
- Fantômette et la Lampe merveilleuse (1969)
- Fantômette chez le roi (1970)
- Fantômette et le Trésor du pharaon (1970)
- Fantômette et la Maison hantée (1971)
- Fantômette à la Mer de sable (1971)
- Fantômette contre le hibou (1962)
- Fantômette contre le géant (1963)
- Fantômette au carnaval (1963)
- Fantômette et l'Île de la sorcière (1964)
- Fantômette contre Fantômette (1964)
- Pas de vacances pour Fantômette (1965)
- Fantômette et la Télévision (1966)
- Opération Fantômette (1966)
- Les Sept Fantômettes (1967)
- Fantômette et la Dent du Diable (1967)
- Fantômette et son prince (1968)
- Fantômette et le Brigand (1968)
- Fantômette et la Lampe merveilleuse (1969)
- Fantômette chez le roi (1970)
- Fantômette et le Trésor du pharaon (1970)
- Fantômette et la Maison hantée (1971)
- Fantômette à la Mer de sable (1971)
- Fantômette contre la Main Jaune (1971)
- Fantômette viendra ce soir (1972)
- Fantômette dans le piège (1972)
- Fantômette et le Secret du désert (1973)
- Fantômette et le Masque d'argent (1973)
- Fantômette chez les corsaires (1973)
- Fantômette contre Charlemagne (1974)
- Fantômette et la Grosse Bête (1974)
- Fantômette et le Palais sous la mer (1974)
- Fantômette contre Diabola (1975)
- Appelez Fantômette ! (1975)
- Olé, Fantômette ! (1975)
- Fantômette brise la glace (1976)
- Les Carnets de Fantômette (1976)
- C'est quelqu'un, Fantômette ! (1977)
- Fantômette dans l'espace (1977)
- Fantômette fait tout sauter (1977)
- Fantastique Fantômette (1978)
- Fantômette et les 40 Milliards (1978)
- Fantômette contre le hibou (1962)
- Fantômette contre le géant (1963)
- Fantômette au carnaval (1963)
- Fantômette et l'Île de la sorcière (1964)
- Fantômette contre Fantômette (1964)
- Pas de vacances pour Fantômette (1965)
- Fantômette et la Télévision (1966)
- Opération Fantômette (1966)
- Les Sept Fantômettes (1967)
- Fantômette et la Dent du Diable (1967)
- Fantômette et son prince (1968)
- Fantômette et le Brigand (1968)
- Fantômette et la Lampe merveilleuse (1969)
- Fantômette chez le roi (1970)
- Fantômette et le Trésor du pharaon (1970)
- Fantômette et la Maison hantée (1971)
- Fantômette à la Mer de sable (1971)
- Fantômette contre la Main Jaune (1971)
- Fantômette viendra ce soir (1972)
- Fantômette dans le piège (1972)
- Fantômette et le Secret du désert (1973)
- Fantômette et le Masque d'argent (1973)
- Fantômette chez les corsaires (1973)
- Fantômette contre Charlemagne (1974)
- Fantômette et la Grosse Bête (1974)
- Fantômette et le Palais sous la mer (1974)
- Fantômette contre Diabola (1975)
- Appelez Fantômette ! (1975)
- Olé, Fantômette ! (1975)
- Fantômette brise la glace (1976)
- Les Carnets de Fantômette (1976)
- C'est quelqu'un, Fantômette ! (1977)
- Fantômette dans l'espace (1977)
- Fantômette fait tout sauter (1977)
- Fantastique Fantômette (1978)
- Fantômette et les 40 Milliards (1978)
- L’Almanach de Fantômette (1979)
- Fantômette en plein mystère (1979)
- Fantômette et le Mystère de la tour (1979)
- Fantômette et le Dragon d'or (juin 1980)
- Fantômette contre Satanix (avril 1981)
- Fantômette et la Couronne (1982)
- Mission impossible pour Fantômette (1982)
- Fantômette en danger (1983)
- Fantômette et le Château mystérieux (1984)
- Fantômette ouvre l'œil (1984)
- Fantômette s'envole (1985)
- C'est toi Fantômette! (1987)
- Le Retour de Fantômette (2006)
- Fantômette a la main verte (2007)
- Fantômette et le Magicien (2009)
- Les Secrets de Fantômette (2011)